# Rivarolo Mantovano
Rivarolo Mantovano – miejscowość i gmina we Włoszech, w regionie Lombardia, w prowincji Mantua.
Według danych na rok 2004 gminę zamieszkiwało 2788 osób, 111,5 os./km².